# 1. století př. n. l.
1. století před naším letopočtem je období od roku 100 př. n. l. do roku 1 př. n. l.

## Významné události
- 95 př. n. l. se arménským králem stal Tigranés Veliký.
- 73 př. n. l. byla dynastie Šungů v Magadhské říši nahrazena dynastií Kánvů.
- 73 př. n. l. vypuklo ve městě Capua povstání otroků vedené uprchlým gladiátorem Spartakem.
- 60 př. n. l. byl v Římské republice zformován první triumvirát složený z trojice významných politiků – Pompeia Velikého, Marca Licinia Crassa a Julia Caesara.
- 58 – 50 př. n. l. proběhla galská válka, během níž Římská republika porazila keltské kmeny v Galii.
- 53 př. n. l. byli Římané vedení Marcem Liciniem Crassem poraženi Parthy v bitvě u Karrh. Crassus byl v bitvě zajat a následně popraven.
- 52 př. n. l. porazila římská vojska Julia Caesara Galy vedené náčelníkem Vercingetorixem v bitvě o Alesii.
- 10. ledna 49 př. n. l. překročil Julius Caesar se svými vojsky řeku Rubikon, čímž vypukla občanská válka mezi optimáty a populáry.
- 9. srpna 48 př. n. l. porazil Julius Caesar Pompeiovo vojsko v bitvě u Farsálu.
- 46 př. n. l. provedl Julius Caesar reformu Římského kalendáře. Juliánský kalendář byl využíván až do roku 1582, kdy po reformě papeže Řehoře XIII. došlo postupně k přechodu na Gregoriánský kalendář.

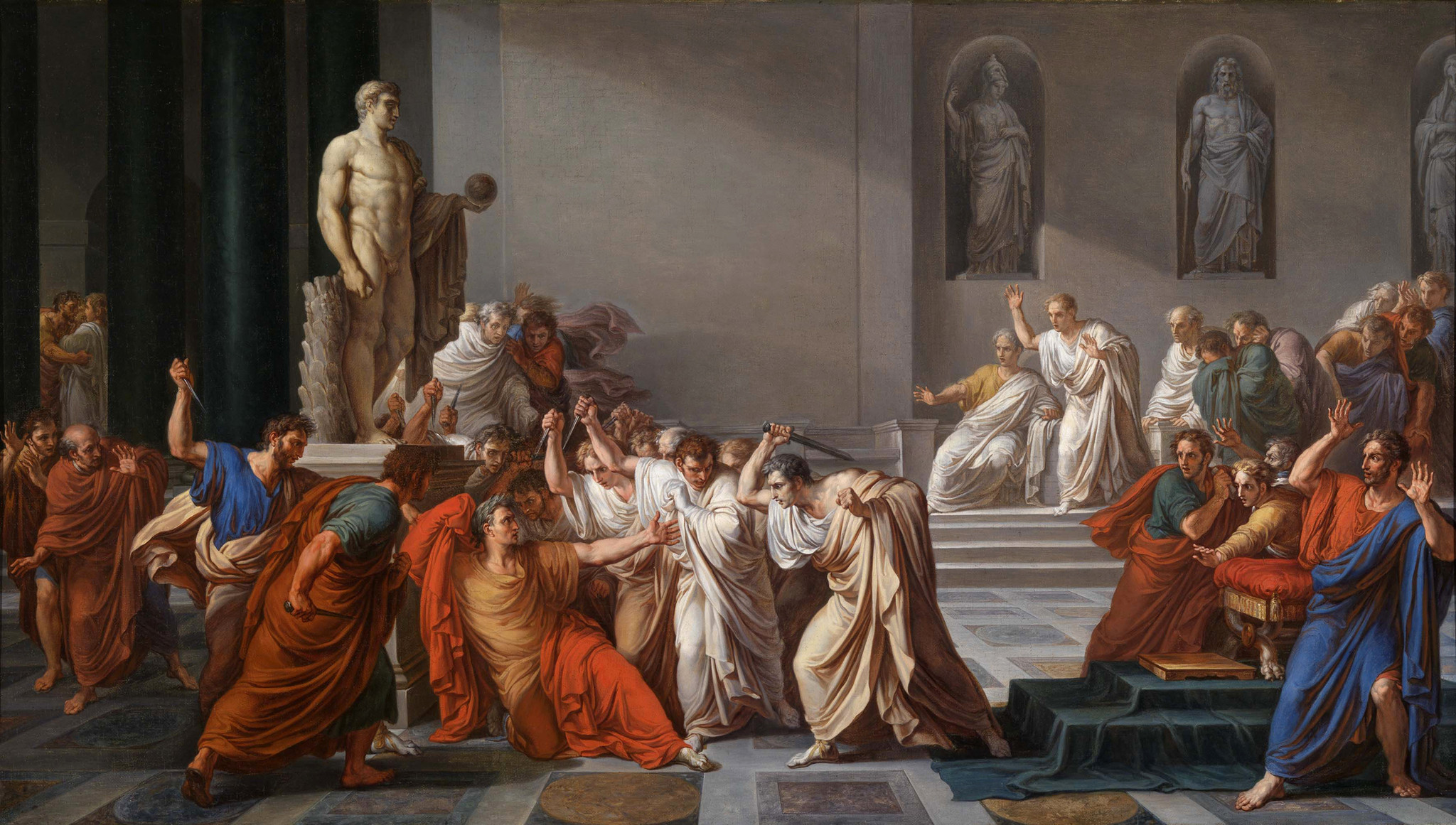
Vražda Gaia Julia Caesara na obraze italského malíře Vincenza Camucciniho

- 15. března 44 př. n. l. byl v Římě zavražděn Julius Caesar.
- 44 př. n. l. zformovali Gaius Octavius, Marcus Antonius a Marcus Aemilius Lepidus druhý triumvirát.
- 42 př. n. l. porazilo vojsko triumvirátu Caesarovi vrahy v bitvě u Filipp. Po prohrané bitvě spáchali sebevraždu Caesarovi vrazi Brutus a Cassius.
- 37 př. n. l. se králem Judeje stal Herodes Veliký.
- 2. září 31 př. n. l. porazil Gaius Octavius v bitvě u Actia Marca Antonia.
- 27 př. n. l. založil Gaius Octavius principát a přijal jméno Augustus. Římská republika se tak přeměnila v Římské císařství.
- cca 7 – 1 př. n. l. se narodil Ježíš Kristus.
- mezi 70–60 př. n. l. se potopila římská loď s mechanismem z Antikythéry

## Významné osobnosti
- Ambiorix – vůdce galských kmenů

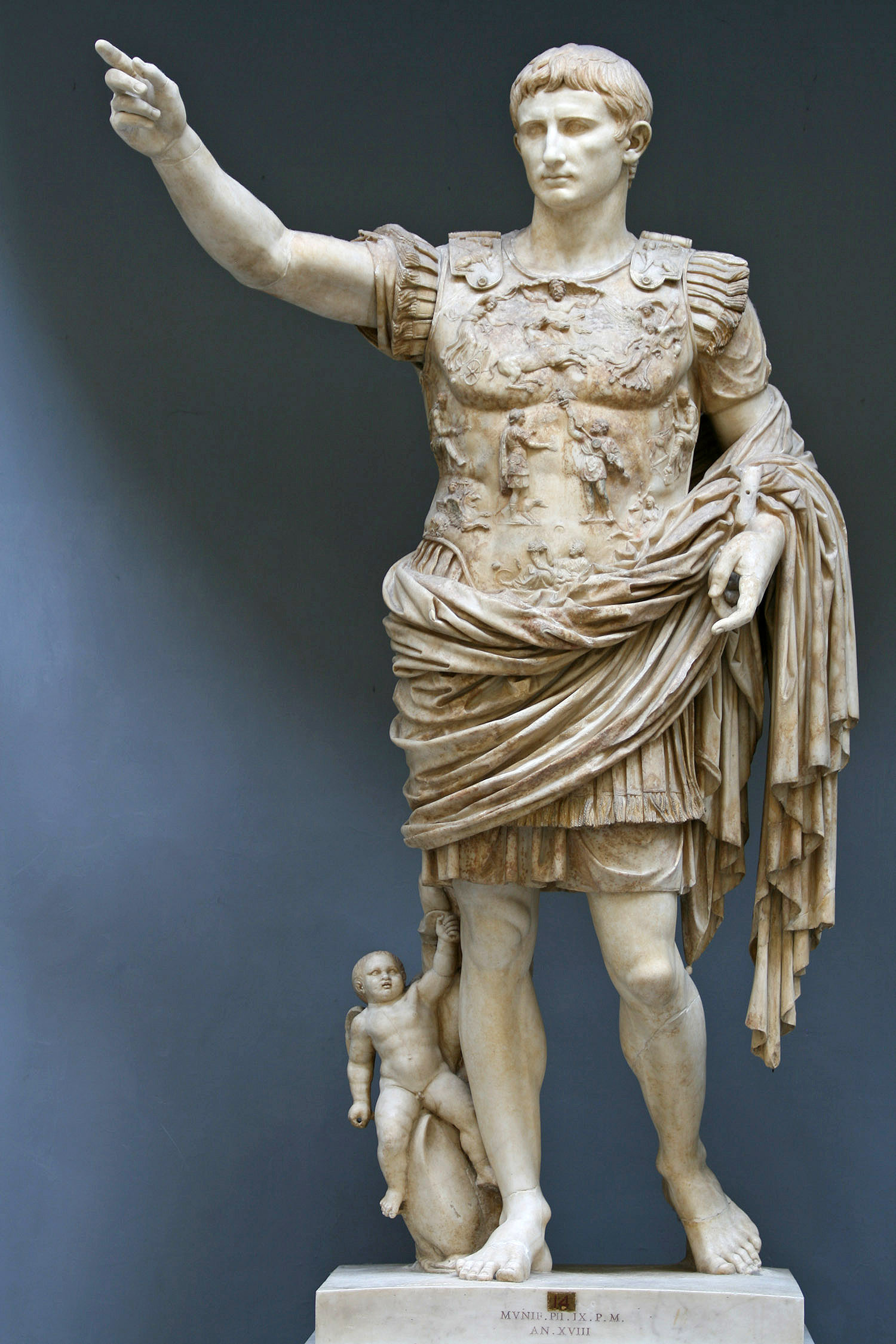
Gaius Octavius známý jako Augustus, první císař římské říše

- Androníkos Rhodský – starořecký a římský filozof
- Augustus (63 př. n. l. – 14 n. l.) – první římský císař
- Burebista (? – 44 př. n. l.) – dácký král
- Marcus Tullius Cicero (106 – 43 př. n. l.) – římský politik, spisovatel a řečník
- Crixus (? – 72 př. n. l.) – galský otrok a gladiátor, účastník Spartakova povstání
- Diodóros Sicilský (cca 90 př. n. l. – cca 27 př. n. l.) – řecký historik
- Gaius Cilnius Maecenas (70 – 8 př. n. l.) – rádce římského císaře Augusta a bohatý ochránce umění

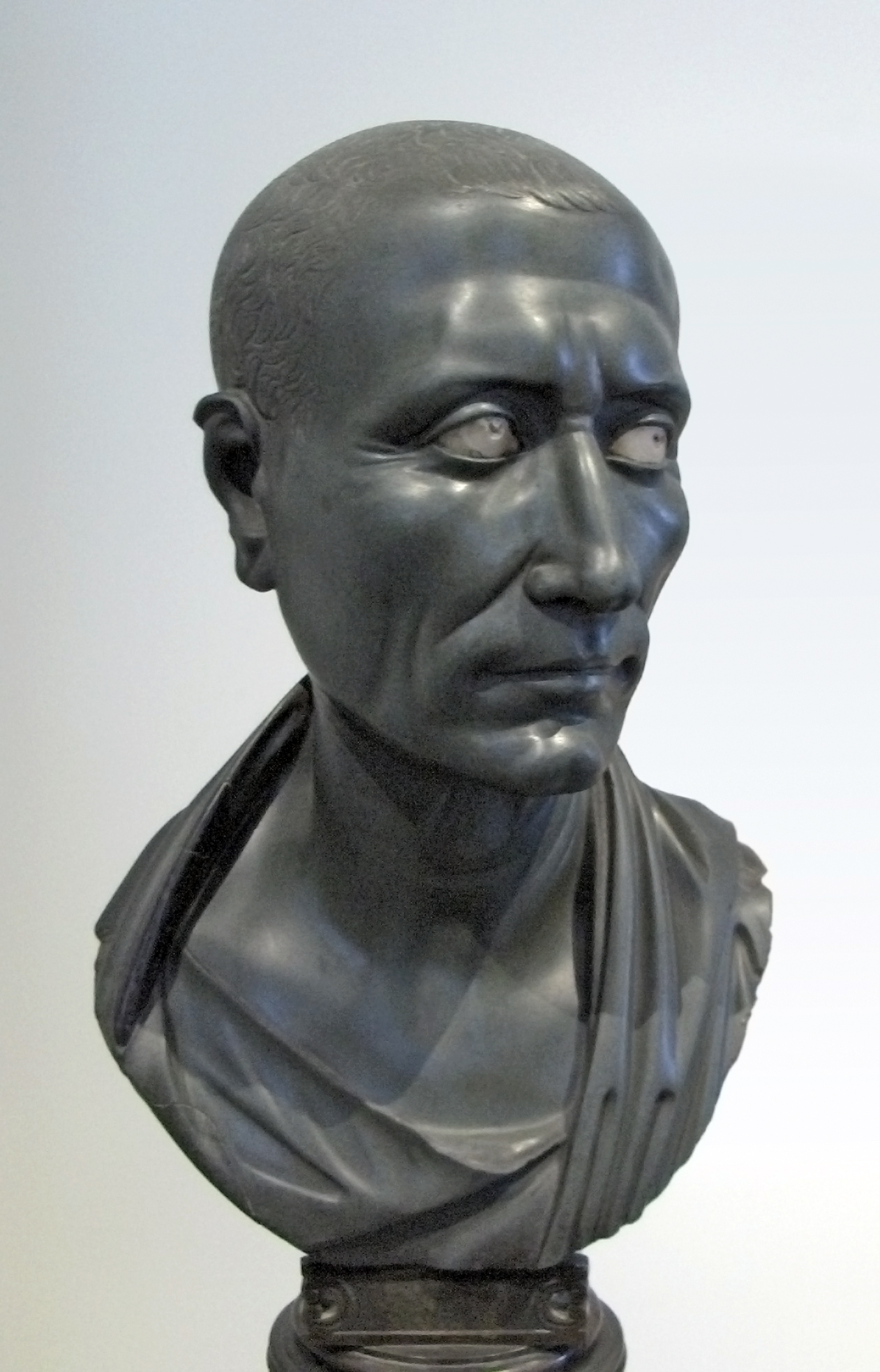
Julius Caesar

- Gaius Julius Caesar (100 – 44 př. n. l.) – římský vojevůdce a politik
- Gaius Marius (157 – 86 př. n. l.) – římský vojevůdce a politik
- Gnaeus Pompeius Magnus (106 – 48 př. n. l.) – římský vojevůdce a politik
- Herodes Veliký (cca 73 př. n. l. – 4 př. n. l.) – král Judeje
- Hilel – rabín
- Jan Křtitel – prorok křesťanství i islámu
- Ježíš Kristus (7/1 př. n. l. – 29/36 n. l.) – v křesťanství považován za spasitele lidstva a Božího syna, v islámu pokládán za významného proroka
- Julie starší (39 př. n. l. – 14 n. l.) – dcera římského císaře Augusta
- Kleopatra VII. (69 – 30 př. n. l.) – egyptská královna z dynastie Ptolemaiovců
- Livia Drusilla (58 př. n. l. – 29 n. l.) – římská císařovna, manželka císaře Augusta
- Lucius Cornelius Sulla (138/134 – 78 př. n. l.) – římský politik, vojevůdce a diktátor
- Lucius Licinius Lucullus (118 – 57 př. n. l.) – římský vojevůdce a politik
- Marcus Vipsanius Agrippa (63 – 12 př. n. l.) – římský politik a vojevůdce
- Cato mladší (95 – 46 př. n. l.) – římský politik a vojevůdce
- Marcus Licinius Crassus (115 – 53 př. n. l.) – římský politik a vojevůdce
- Marcus Iunius Brutus (85 – 42 př. n. l.) – římský politik
- Marcus Antonius (83 – 30 př. n. l.) – římský politik a vojevůdce
- Marcus Aemilius Lepidus (90 – 13 př. n. l.) – římský politik
- Publius Ovidius Naso (43 př. n. l. – 17 n. l.) – římský básník
- Quintus Horatius Flaccus (65 – 8 př. n. l.) – římský básník
- Titus Lucretius Carus (97 – 55 př. n. l.) – římský básník a filosof
- Publius Vergilius Maro (70 – 19 př. n. l.) – římský básník
- Gaius Valerius Catullus (84 – 54 př. n. l.) – římský básník
- Marcus Vitruvius Pollio – římský architekt
- Pompeius Trogus – římský historik keltského původu
- Gaius Sallustius Crispus – římský politik a historik
- Cornelius Nepos(cca 100 – 24 př. n. l.) – římský spisovatel
- Strabón (64 př. n. l. – 19/24 n. l.) – řecký historik, filosof a geograf
- S’-ma Čchien (145/135 – 86 př. n. l.) čínský historik a spisovatel
- Titus Livius (59 př. n. l. – 17 n. l.) – římský spisovatel a historik
- Marcus Terentius Varro Reatinus (59 př. n. l. – 17 n. l.) – římský polyhistor, gramatik, spisovatel a politik
- Seneca starší (54 př. n. l. – 40 n. l.) – římský právník, spisovatel a řečník
- Spartakus (? – 71 př. n. l.) – otrok a gladiátor, vůdce protiřímského povstání
- Süan-ti (91 – 49 př. n. l.) – čínský císař dynastie Chan